# Anastatus brevicaudus
Anastatus brevicaudus is een vliesvleugelig insect uit de familie Eupelmidae. De wetenschappelijke naam is voor het eerst geldig gepubliceerd in 1981 door Kalina.